# Adam Pineault
Adam Pineault (* 23. Mai 1986 in Holyoke, Massachusetts) ist ein ehemaliger US-amerikanischer Eishockeyspieler, der unter anderem bei den Syracuse Crunch in der American Hockey League sowie beim HC Eaton Pardubice in der tschechischen Extraliga aktiv war.

## Karriere
Adam Pineault begann seine Karriere als Eishockeyspieler in der Mannschaft des USA Hockey National Team Development Program, für das er von 2001 bis 2003 aktiv war. Anschließend spielte der Angreifer ein Jahr lang für das Boston College, ehe er im NHL Entry Draft 2004 in der zweiten Runde als insgesamt 46. Spieler von den Columbus Blue Jackets ausgewählt wurde.
Zunächst lief der Rechtsschütze jedoch von 2004 bis 2006 für die Moncton Wildcats in der kanadischen Top-Juniorenliga QMJHL auf, mit denen er in der Saison 2005/06 die Coupe du Président gewann. In seinen ersten beiden Spielzeiten in Columbus Franchise wurde Pineault hauptsächlich in deren Farmteam aus der American Hockey League, den Syracuse Crunch, eingesetzt. In der Saison 2007/08 gab der US-Amerikaner sein Debüt in der National Hockey League für die Blue Jackets, wobei er in drei Spielen punkt- und straflos blieb. Nachdem Pineault auch die Saison 2008/09 bei den Syracuse Crunch begonnen hatte, wurde er am 10. Januar 2009 im Tausch für Michael Blunden an die Chicago Blackhawks abgegeben, für deren AHL-Farmteam Rockford IceHogs er bis zum Saisonende ausschließlich auf dem Eis stand.
Zwischen 2009 und 2011 lief er für den HC Eaton Pardubice in der tschechischen Extraliga auf, anschließend für die Allen Americans in der Central Hockey League und zuletzt in der ECHL für die Utah Grizzlies.

### International
Für die USA nahm Pineault an der U18-Junioren-Weltmeisterschaft 2003 sowie der U20-Junioren-Weltmeisterschaft 2005 teil.

## Erfolge und Auszeichnungen
- 2006 Coupe-du-Président-Gewinn mit den Moncton Wildcats
- 2006 Memorial Cup All-Star-Team
- 2010 Tschechischer Meister mit dem HC Pardubice